# かづの農業協同組合
かづの農業協同組合（かづののうぎょうきょうどうくみあい）は、秋田県鹿角市に本所を置く農業協同組合。愛称はJAかづの。
当時の鹿角郡（現・鹿角市、および鹿角郡小坂町）に11あった農業協同組合が合併して秋田県で初の広域JAとして新たに発足した。

## 沿革
- 1963年3月 - 鹿角郡農業協同組合発足。
- 1986年6月 - 鹿角郡農業協同組合が、かづの農業協同組合に改称。
- 1988年9月 - 県北空港建設促進期成同盟会（のちの大館能代空港建設促進期成同盟会[1]）に加盟する。
- 2010年5月 - 本所かづの厚生病院出張所（有人店舗）を開設。
- 2017年3月27日 - かづの厚生病院出張所を本所に統合、本所金融共済部金融課管轄で同病院内に店舗外ATMを設置。
- 2020年11月30日 - 小坂支所と大湯出張所を十和田支所に統合。代替として、小坂地区には相談窓口となる小坂プラザを設置。
- 2021年6月 - 八幡平支所を花輪支所に統合。八幡平地区に相談窓口となる八幡平プラザを設置。
- 2022年11月 - 小坂プラザを廃止。
- 2023年12月 - 柴平支所を花輪支所に統合。柴平地区に相談窓口となる柴平プラザを設置。